# Culinária do Amazonas
A culinária do Estado do Amazonas, dentre as outras do Brasil, foi uma das que mais conservaram suas origens indígenas, com acréscimos da influência portuguesa (como nas muquecas, caldeiradas e peixe ao forno). Por ser uma das culinárias mais típicas e exóticas do país, a gastronomia amazonense exerce influência no Brasil e no mundo.
O Amazonas é o maior estado do Brasil em extensão territorial, sendo cortado por rios gigantes que abrigam mais de duas mil espécies de peixes. Por essa razão, a culinária amazonense valoriza, sobretudo, o pescado. Os principais peixes consumidos são o tambaqui, o pirarucu, a sardinha, o pacu, o jaraqui e o tucunaré.
É comum também o consumo da carne de tartaruga, entre os habitantes ribeirinhos mais antigos, era consumido a carne do peixe-boi amazônico, proibida pelos órgãos ambientais do Brasil devido a caça predatória.
Muitos pratos típicos da região são acompanhados pelo pirão, uma espécie de massa de farinha de mandioca que é cozida em caldo de peixe, também em épocas festivas é notável o consumo de pratos como o pirarucu de casaca, peixes assados ou fritos, como o tambaqui e o jaraqui e bananas fritas, geralmente vendidas em lanchonetes popularmente conhecidas como "bananinhas". Dentre os lanches, destaca-se o x-caboquinho, um sanduíche amazonense que consiste em um pão francês recheado com lascas de tucumã, banana-da-terra (madura e frita), queijo coalho e manteiga. A iguaria é reconhecida como Patrimônio Cultural Imaterial da cidade de Manaus.
A Amazônia é singular também pelas muitas frutas, algumas completamente desconhecidas em outras partes do Brasil. São utilizados o cupuaçu, o tucumã, a pupunha e o açaí (que hoje pode ser encontrado em cidades de todo o país e tem fama mundial), entre outras muitas frutas exóticas. Das bebidas naturais, as mais consumidas no Amazonas em in natura são os sucos de guaraná (no formato natural, em pó), cupuaçu, açaí, refrescos de graviola e outras frutas especialmente os naturais da região amazônica.

## Galeria

O tambaqui é um peixe de grande porte da bacia do rio Amazonas, amplamente consumido pela população local em diversas receitas, como em caldeirada ou assado. Sua carne é muito saborosa.[9]
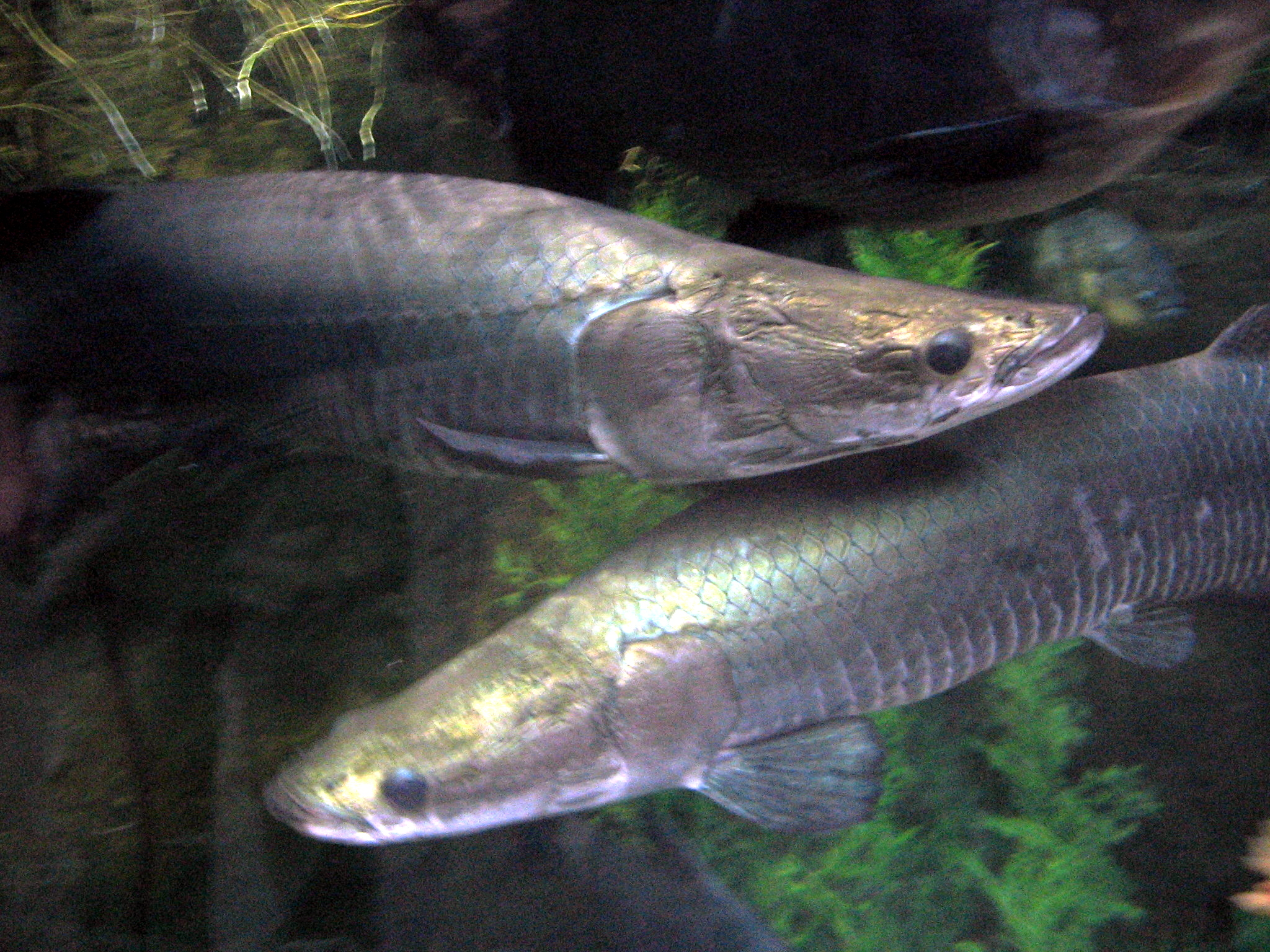
O pirarucu é considerado como o "bacalhau da Amazônia."[18] Espécie de peixe muito saborosa, consumida em larga escala no estado do Amazonas.
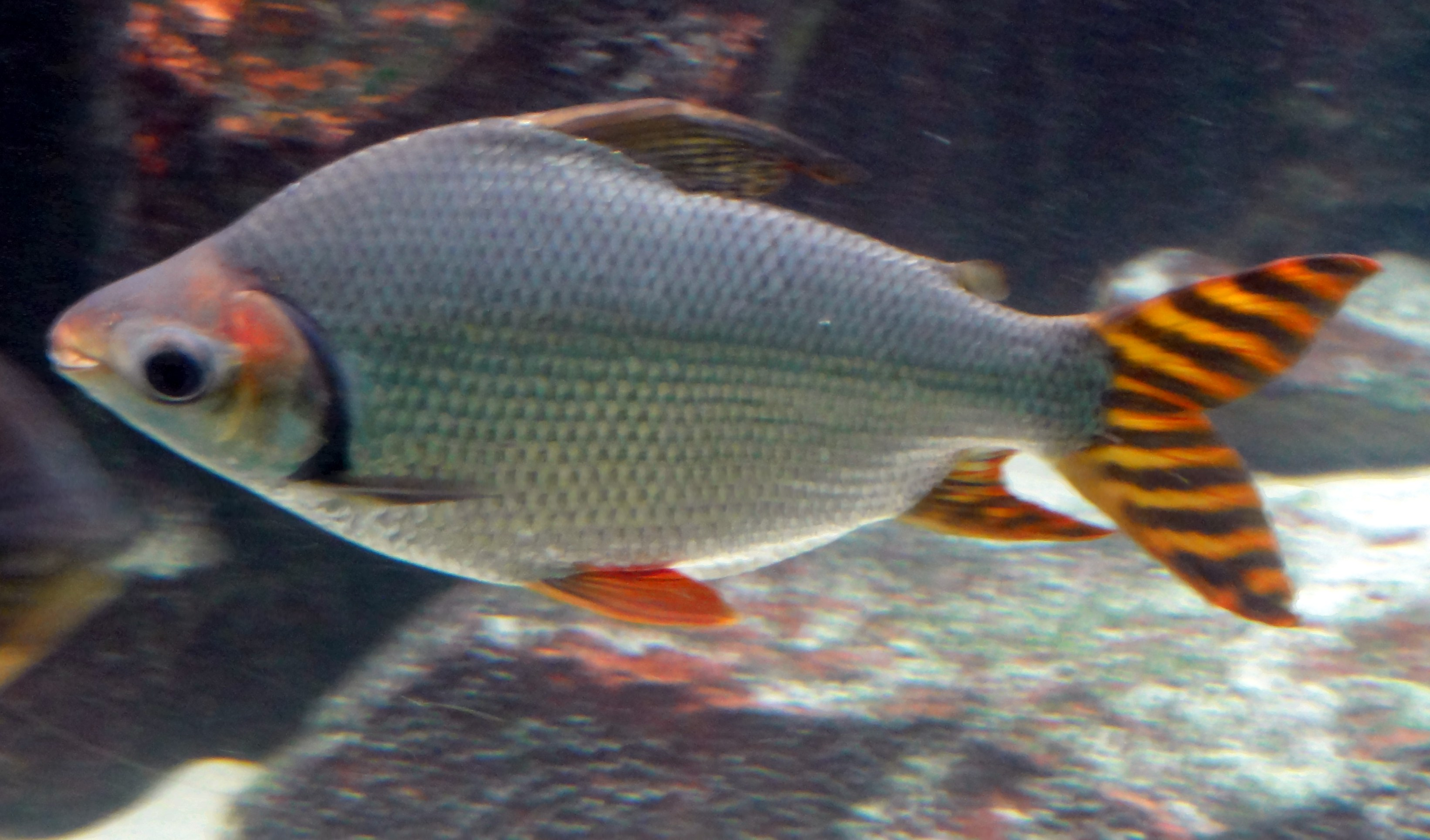
O jaraqui é o peixe mais popular do Amazonas, pois alimenta milhões de amazonenses todos os dias.[19] Em 2019, a espécie foi reconhecida como Patrimônio Cultural Imaterial da cidade de Manaus.
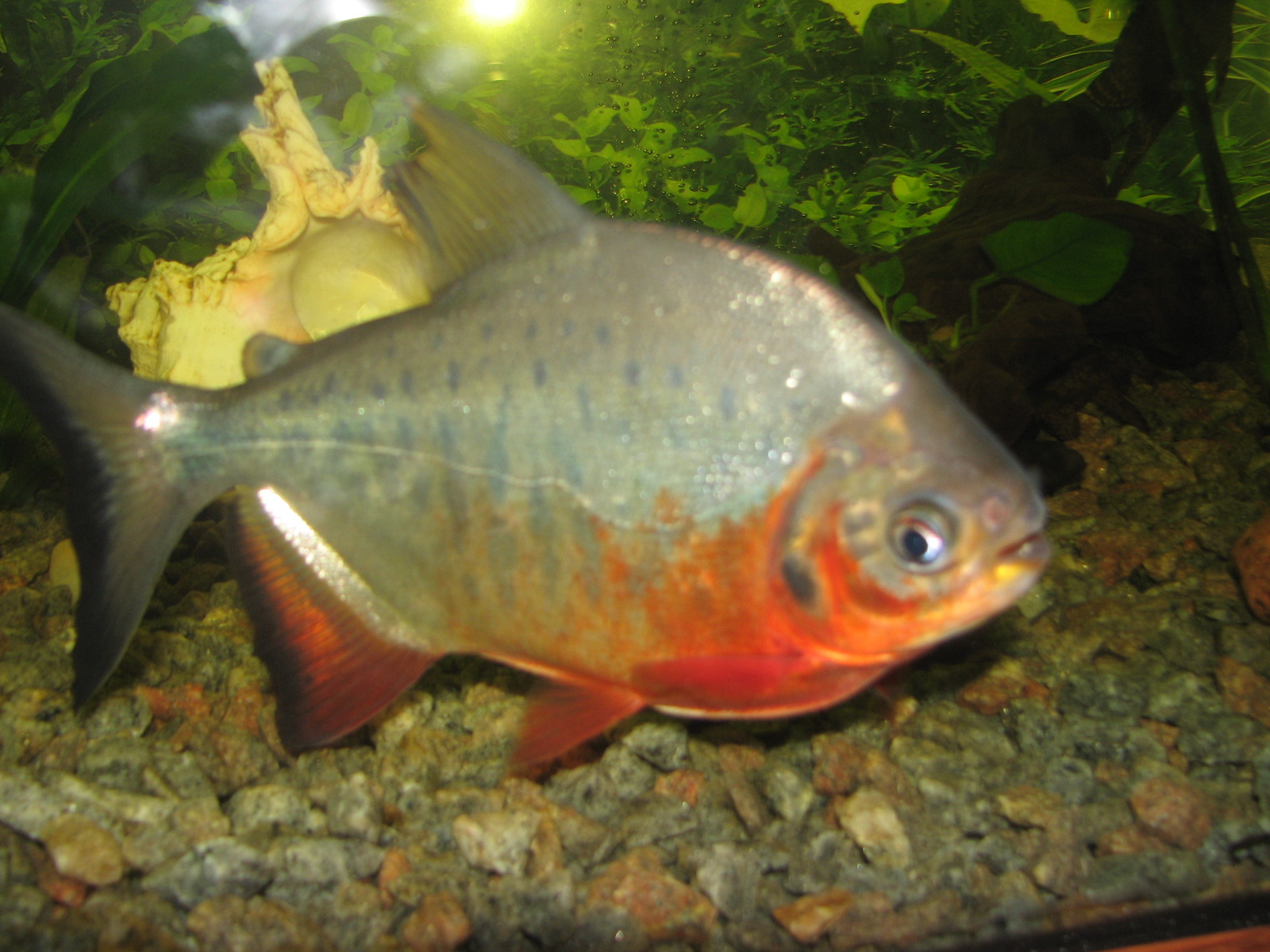
Pacu, peixe muito popular da culinária amazonense.
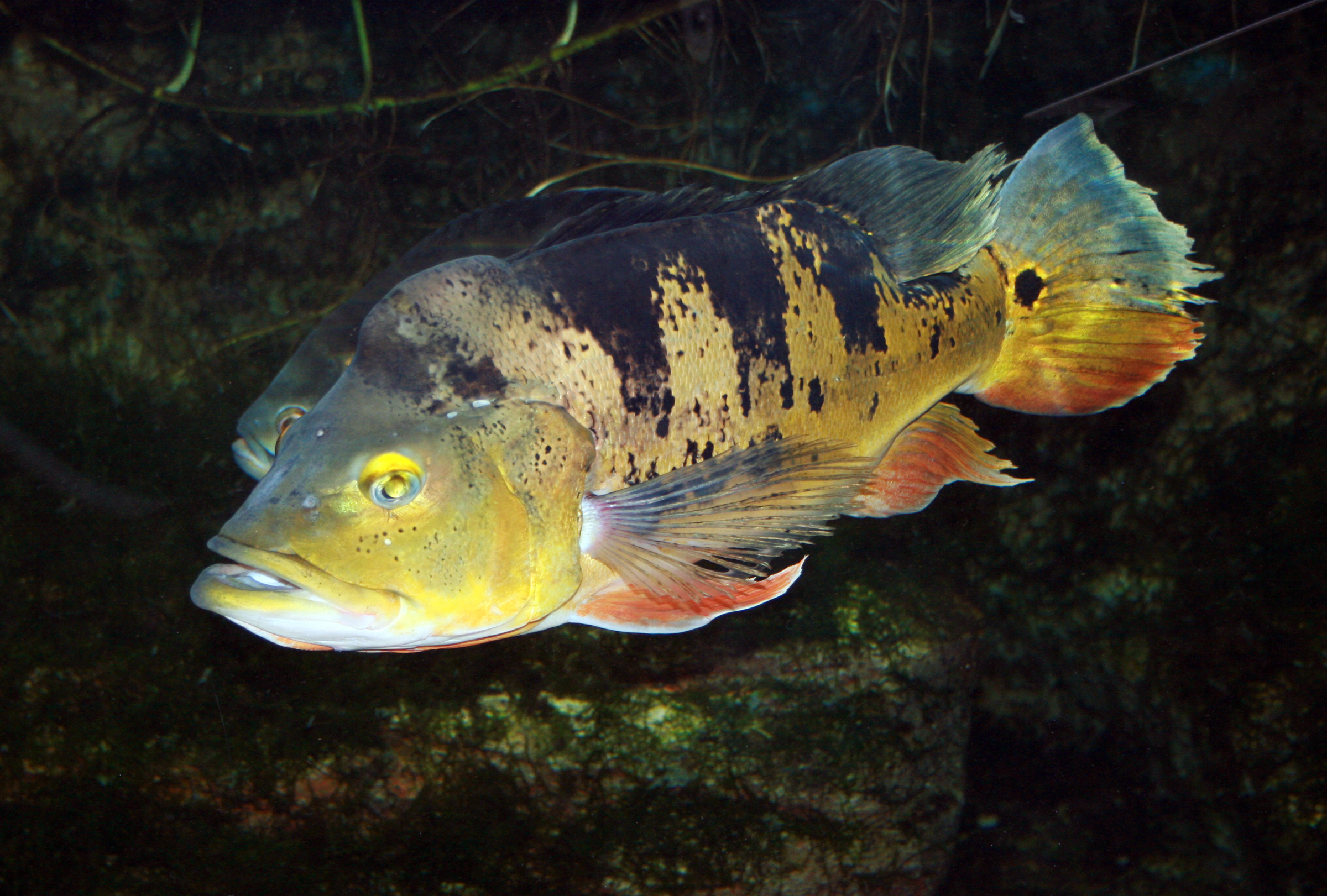
Tucunaré, outro peixe muito consumido no Amazonas.
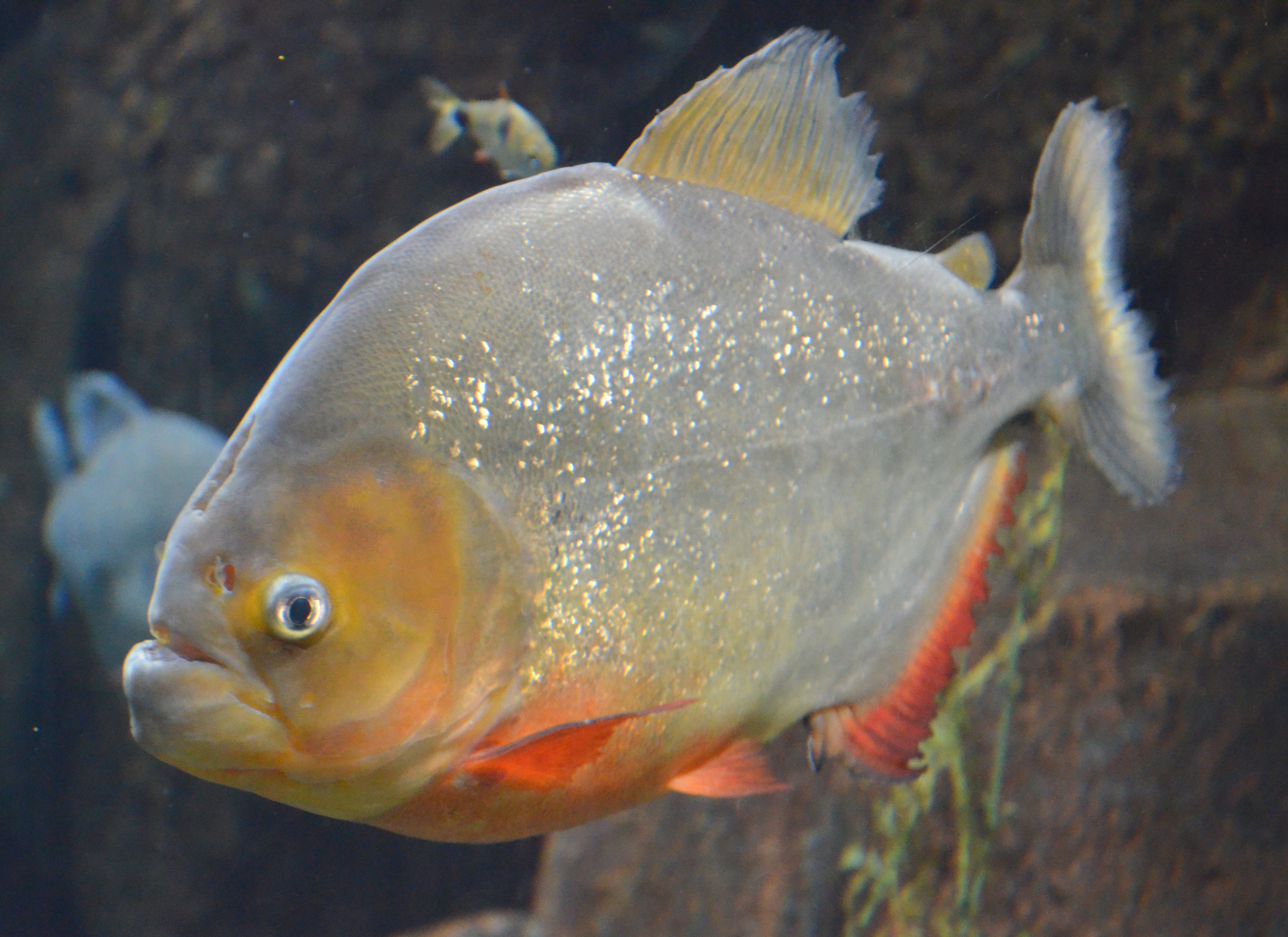
Segundo a cultura ribeirinha, o caldo da cabeça da piranha tem efeito afrodisíaco.
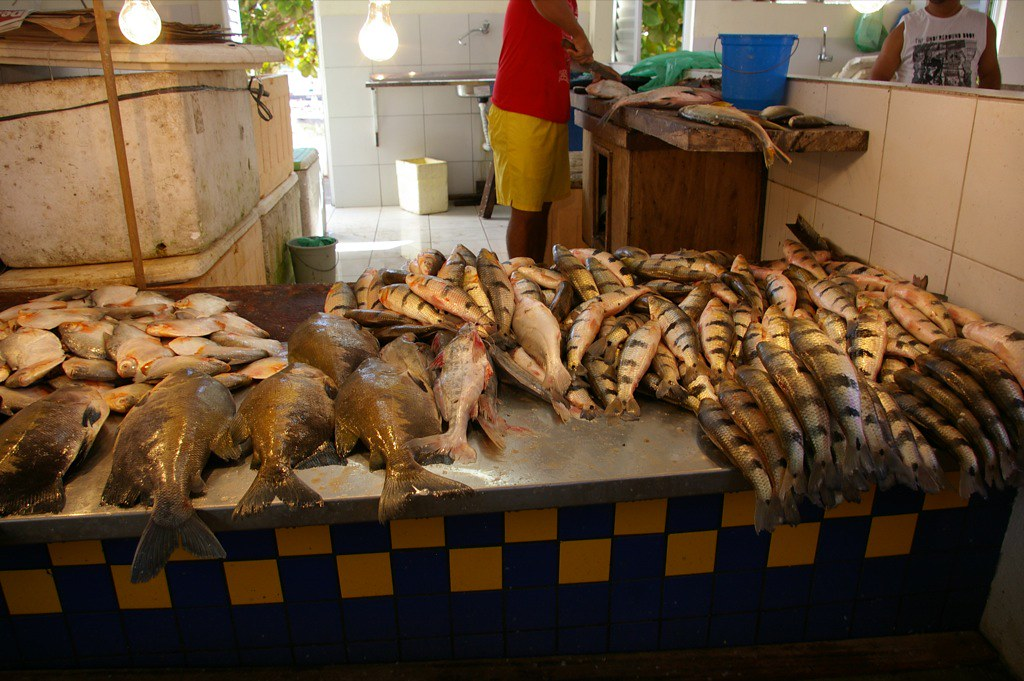
Variedades de peixes em uma feira de Manaus.
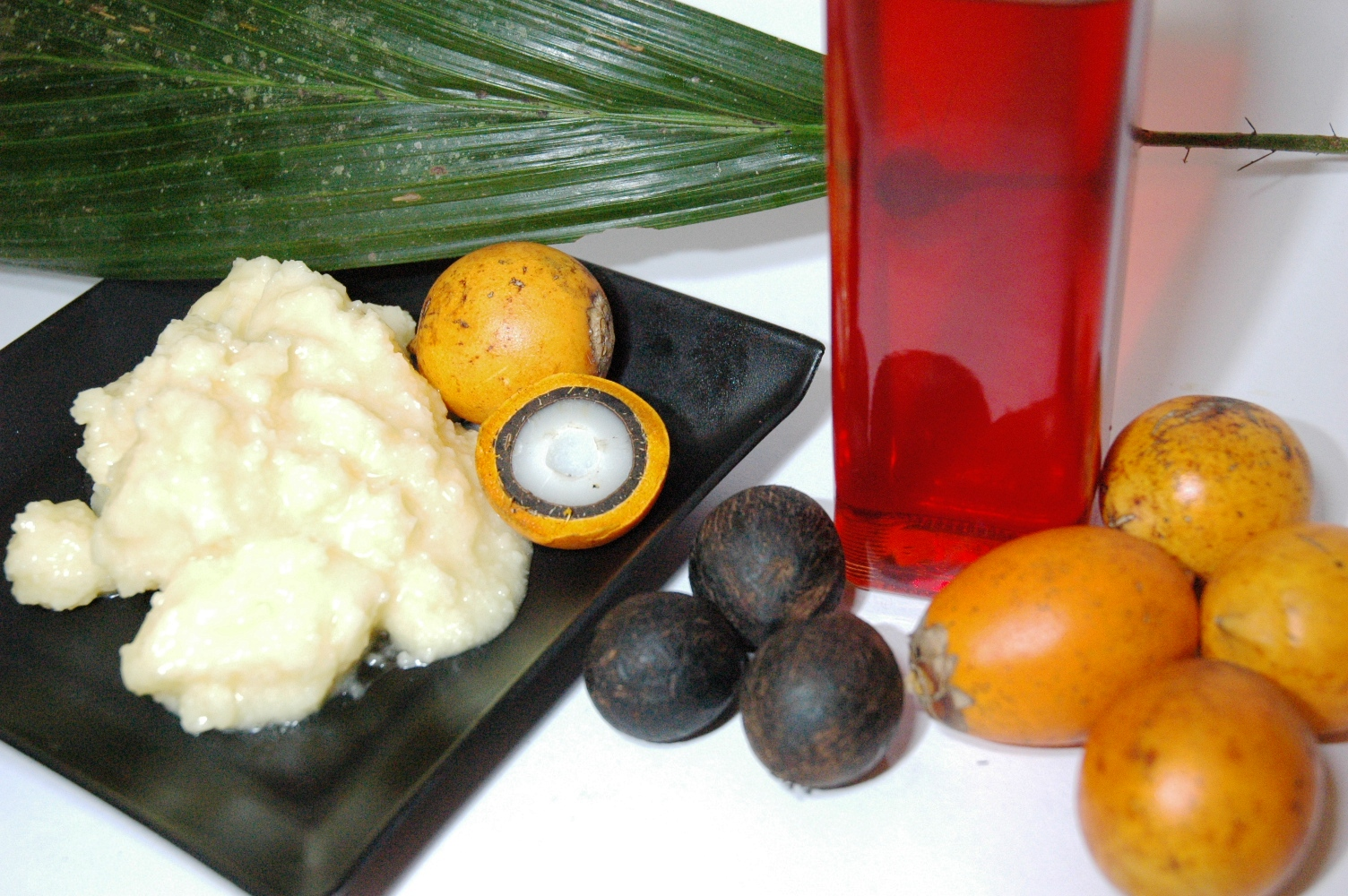
Fruto do tucumã, especie de fruta bastante consumida na região.
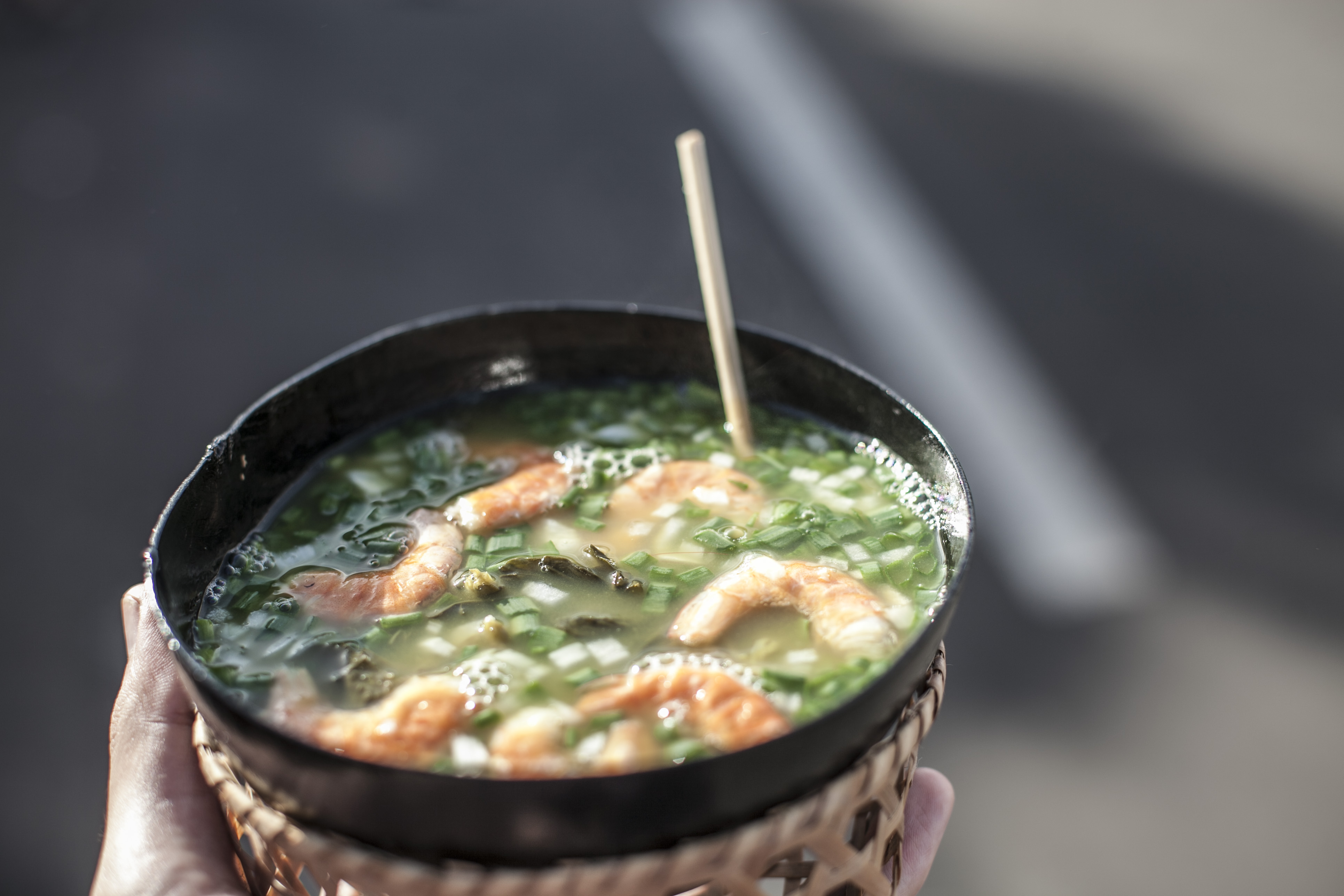
O tacacá é uma herança da culinária indígena na região amazônica. Na foto, tacacá em Parintins.
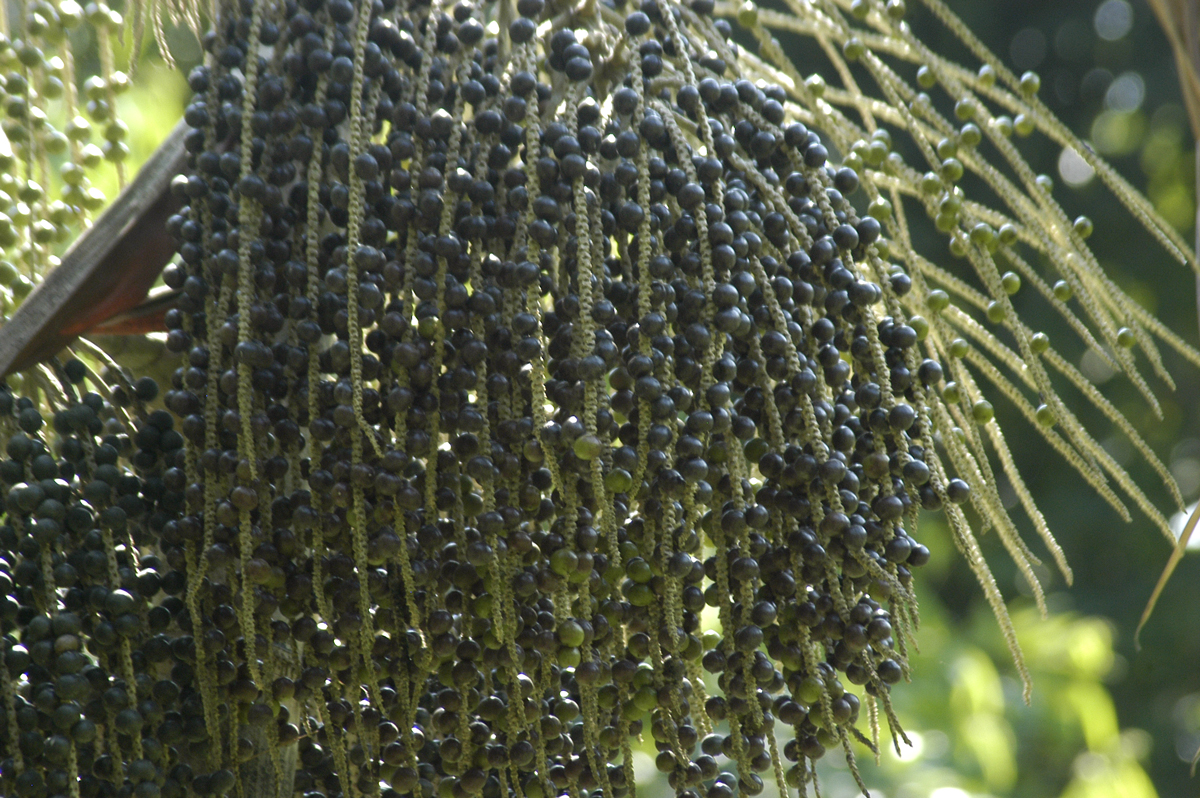
O açaí é produzido em larga escala no Amazonas e muito consumido em forma de vinho pela população local.
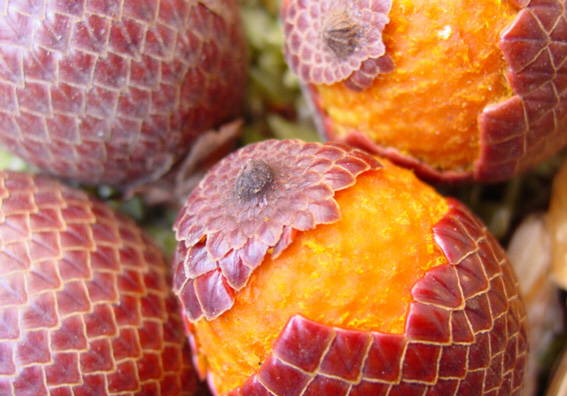
O buriti é outro fruto de palmeira muito consumido em vinho no Amazonas.
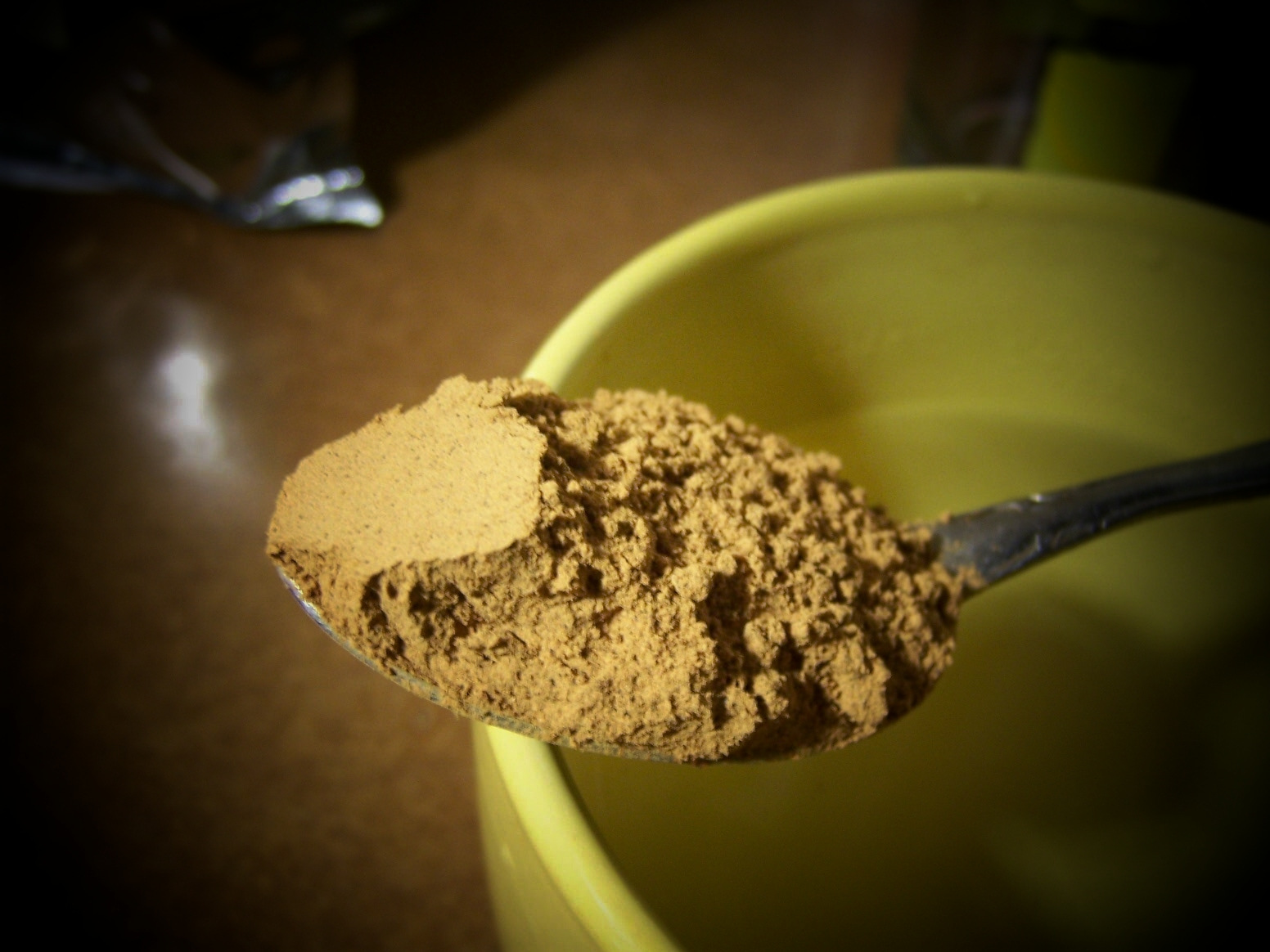
O guaraná em pó, consumido em larga escala pelo restante do Brasil, como refrigerante, no Amazonas especialmente em Maués é consumido em in natura.
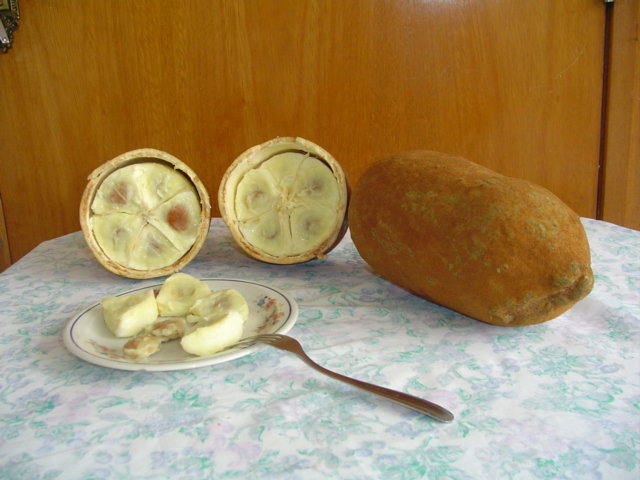
O cupuaçu é um fruto típico da Amazônia muito usado na culinária amazonense.
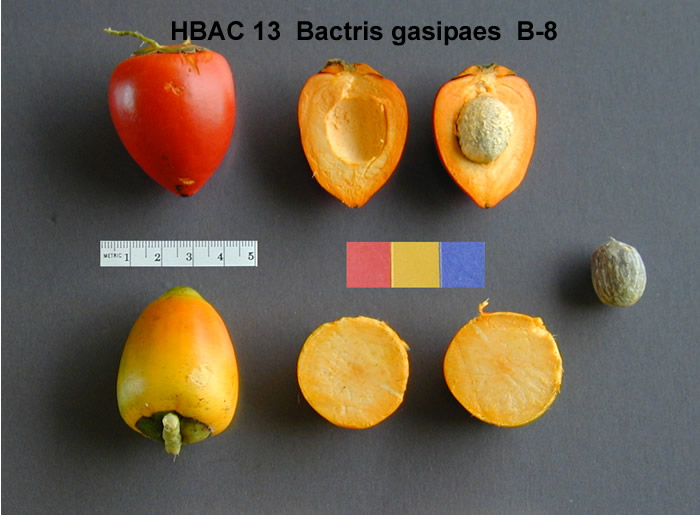
A pupunha é outro exemplo de fruto típico da Amazônia.
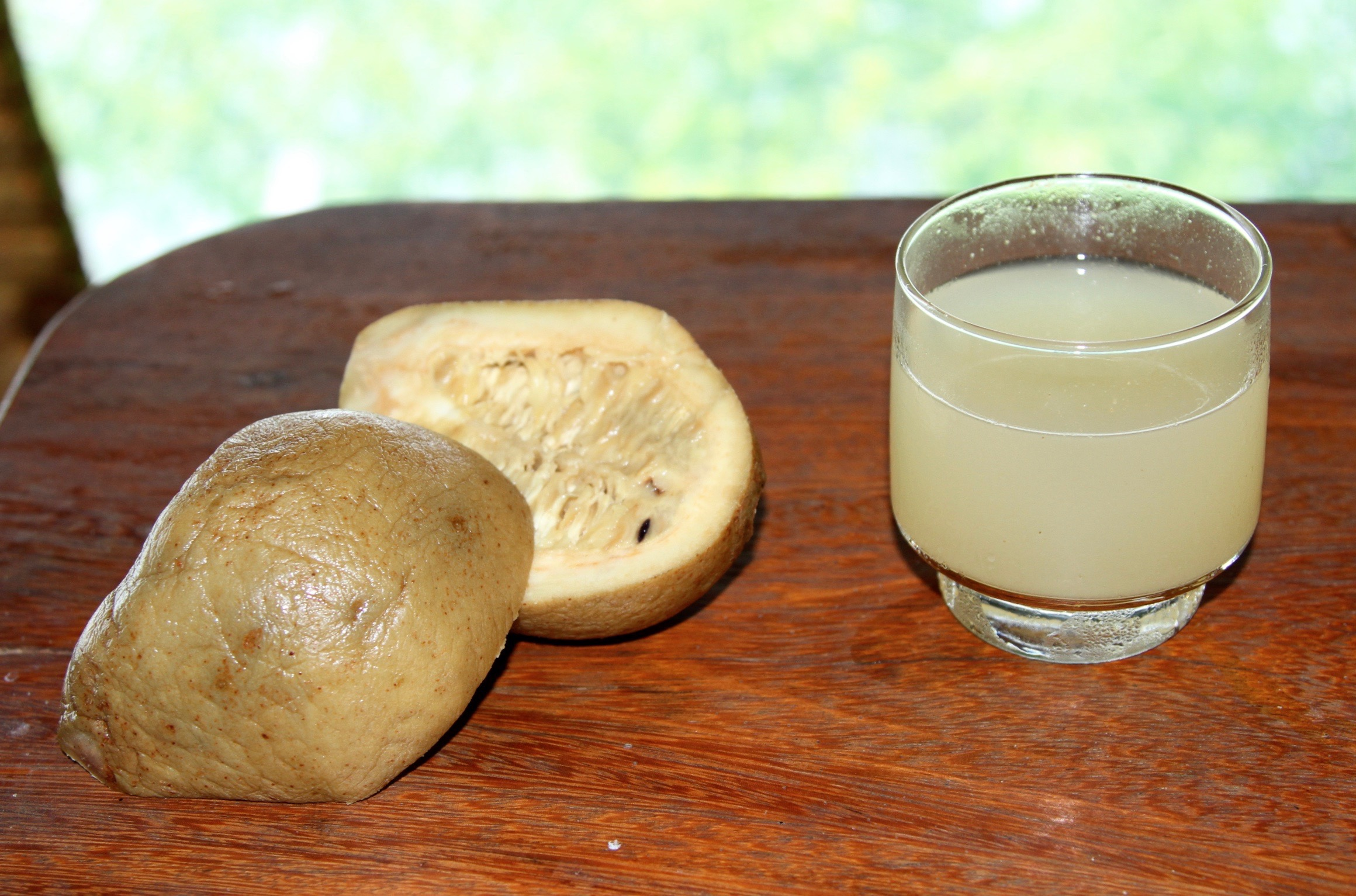
Jenipapo, fruto amazônico muito consumido.
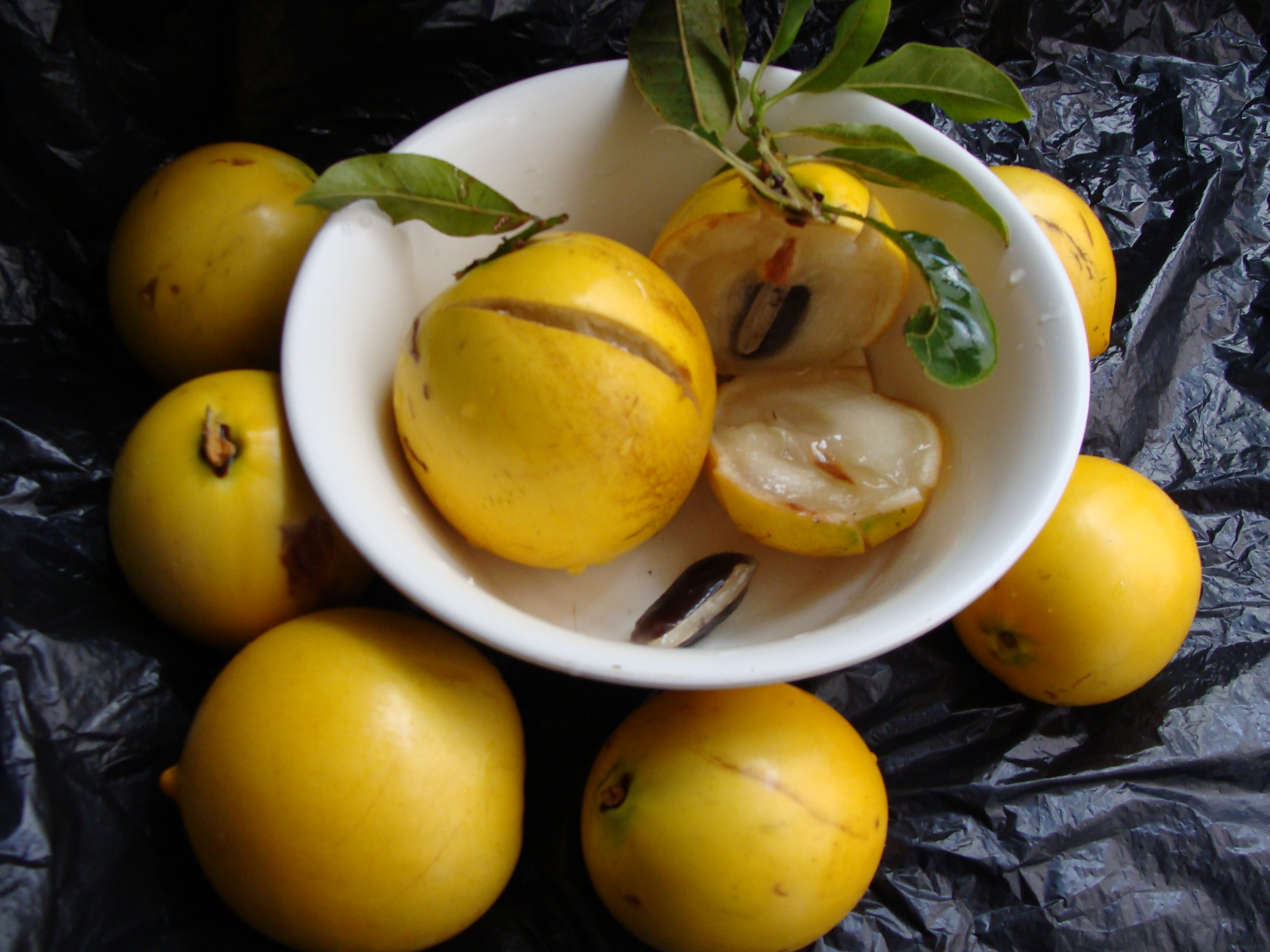
Abiu, fruto típico da Amazônia e Mata Atlântica brasileira.
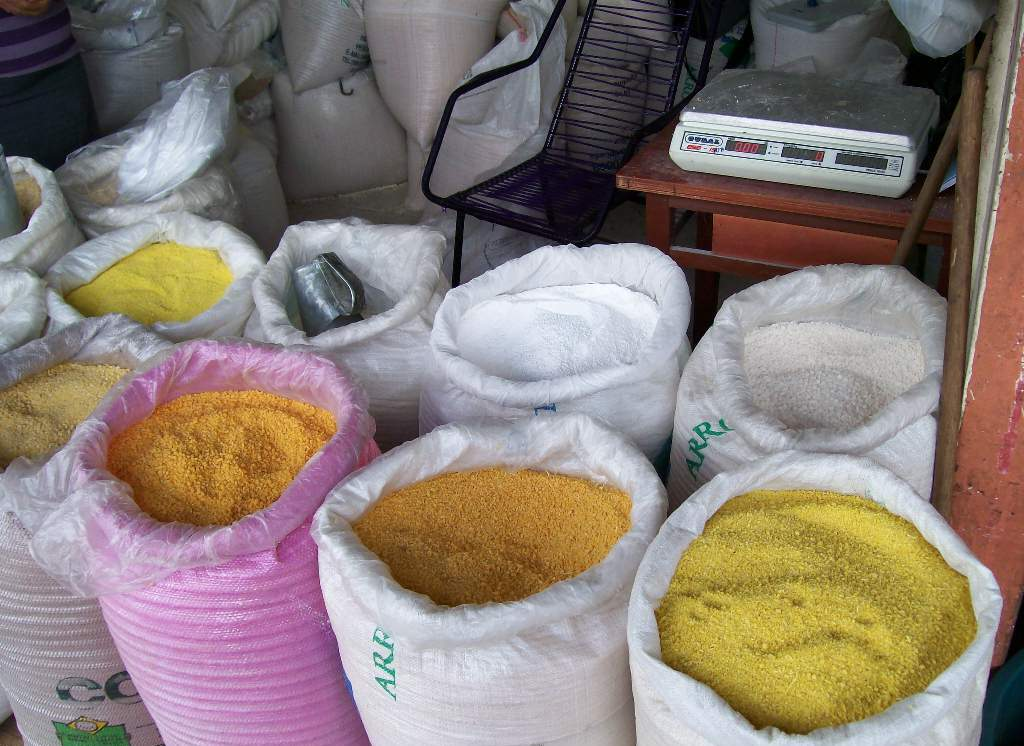
A farinha de mandioca faz parte da cultura amazonense, sendo produzida em larga escala no município de Uarini.
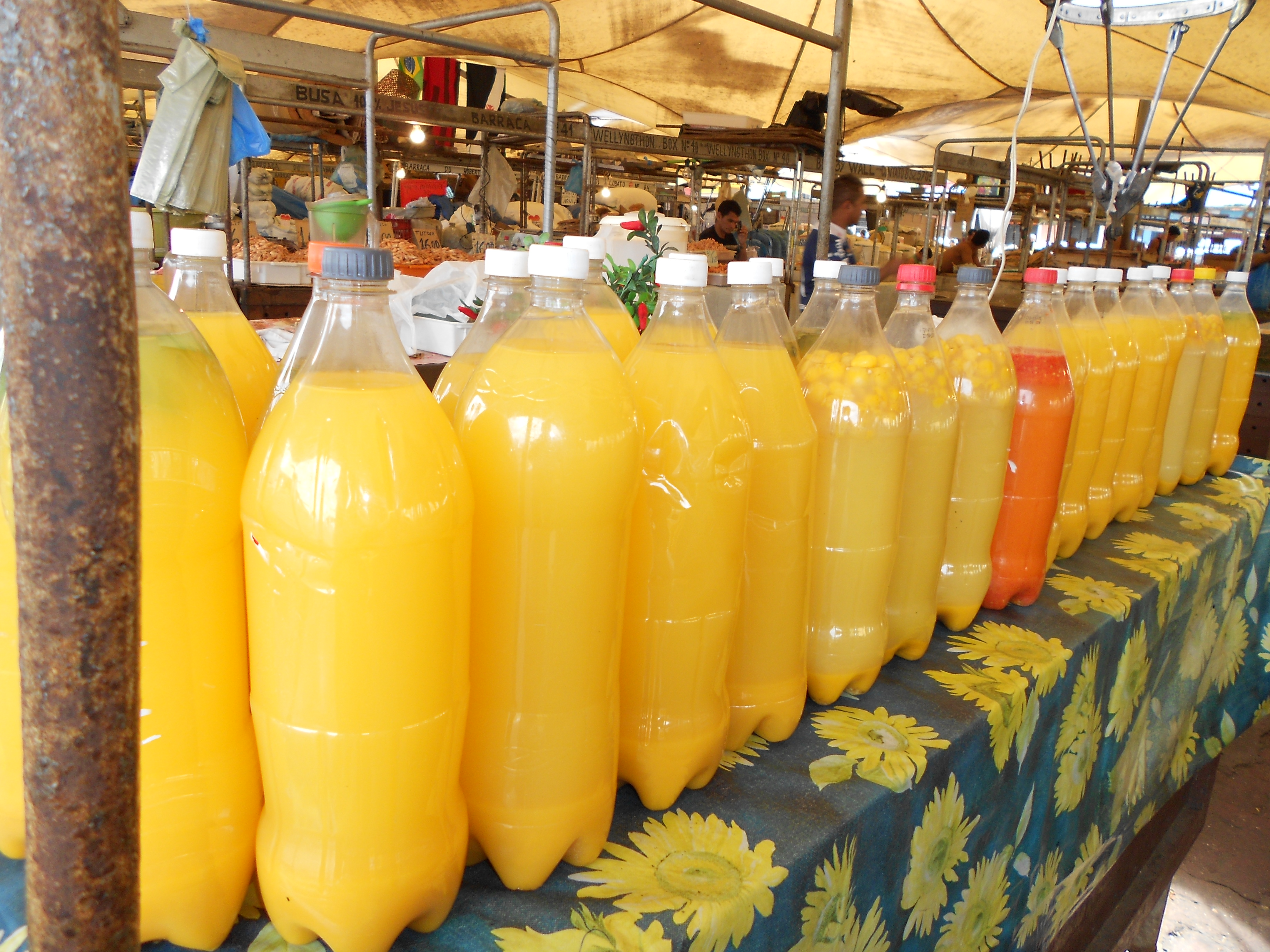
Molho de tucupi, sumo amarelo extraído da raiz da mandioca brava a base de pimenta.